# Ve stínu
Ve stínu é um filme de drama tcheco de 2012 dirigido e escrito por David Ondříček. Foi selecionado como representante da República Tcheca à edição do Oscar 2013, organizada pela Academia de Artes e Ciências Cinematográficas.

## Elenco
- Ivan Trojan - Captain Hakl
- Sebastian Koch - Major Zenke
- Soňa Norisová - Jitka
- Jiří Štěpnička - Pánek
- David Švehlík - Beno
- Marek Taclík - Bareš
- Filip Antonio - Tom
- Martin Myšička - Jílek
- Miroslav Krobot - Kirsch
- Halka Třešňáková - tradutor
- Simona Babčáková - Zena z výzkumáku